# Rurouni Kenshin
Rurouni Kenshin, るろうに剣心, är en manga av Nobuhiro Watsuki. Rurouni Kenshin utspelas i början av Meiji-perioden (1868-1912) och är väldigt knuten till verklighetens Japan i det stora hela, även om händelserna i figurernas liv inte har inträffat på riktigt.
Rurouni Kenshin handlar om Himura Kenshin, som är den fruktade patrioten och svärdsmannen Hitokiri Battousai. Kenshin har slutat att strida och lever ett fridfullt liv som vagabond. Han har dock fortfarande ett svärd till hands om han skulle behöva det. Det speciella med hans svärd är att det är en sakabato,  ett svärd med eggen på baksidan (ett svärd med omvänt blad).

## Rollfigurer i Rurouni Kenshin
Himura Kenshin - Under Tokugawa-periodens sista år var Kenshin den mest fruktade mördaren på revolutionens sida, men under det stora slaget som ledde till Tokugawa-shogunatets fall (under Toba-Fushimi-kriget) försvann han spårlöst. Efter Meiji-restorationen 1868 vandrade han runt i Japan som en anonym vagabond i tio år. När han träffar Kaoru tar hans liv en ny vändning, han slår sig ner och börjar åter bry sig om sina medmänniskor. Kenshin är en mästare på Hiten Mitsurugi Ryu, en svärdsskola som specialiserat sig på blixtsnabba hugg som dödar omedelbart. Det var så han fick namnet Battousai, "mästare på att dra sitt svärd". Han har dock insett sina misstag och givit upp dödandet. Han har bytt sitt svärd mot en Sakabatou, ett svärd med eggen på baksidan. På så sätt kan han fortfarande använda sina svärdstekniker, utan att bryta sin ed om att inte döda.
Kamiya Kaoru - När hennes far dog i kriget blev hon ensam ansvarig för familjedojon. Hon är den första som känner igen Kenshin som Hitokiri Battousai. Hennes rena hjärta och ömhet övertalar Kenshin att stanna i dojon och hjälper honom att stärka sin ed "att aldrig döda någon annan" mer. Kaoru är en dojomästare som använder Kamiya Kasshin-ryū. Med tiden kommer de allt närmare varandra, men Kaoru vill inte visa för Kenshin att hon börjar gilla honom. Alla som känner henne kommer snart i underfund med två saker: hennes humör och hennes matlagning.
Sagara Sanosuke - En före detta medlem i Sekihō-armén. Efter det att Sekihō-armén upplöstes levde han som en kämpe mot betalning; under den perioden var han känd som "Zanza". Namnet Zanza fick han som resultat av att han använde ett vapen kallat "Zanbatō", ett vapen som anses vara den största typen av svärd. Sanosuke är ofantligt stark, så stark så att han kan besegra en motståndare genom att knäppa till honom med ett finger. Han är duktig på att slåss och då speciellt hans obeväpnade slag, men hans försvar är svagt. Sanosuke bryr sig inte om att försvara sig utan fokuserar enbart på att anfalla. Anledningen till att han kan göra det är att han har en övermänsklig tålighet mot smärta och fysiska skador. Han anses vara Kenshins bästa vän och ett av hans bästa stöd i strid.
Myojin Yahiko - Kenshin och Kaoru träffade Yahiko när de skulle besöka en av granndojorna. Han är en pojke som drömmer om att bli en samuraj precis som hans far före honom. När Yahiko för första gången träffar Kenshin och Kaoru står han under den japanska yakuzan och måste stjäla från andra för att kunna visa trohet till sin herre. Kenshin tycker vid första anblicken att pojken har stort potential, och när yakuzan tänker straffa Yahiko för att han inte fullföljde deras order kommer Kenshin till hans undsättning och befriar honom från sina kriminella bojor. Efter sin befrielse slår sig Yahiko ner i Kamiyas dojo som en lärjunge till familjens kampkonst med Kaoru som läromästare. 
Takani Megumi - Takani Megumi kommer från Takanifamiljen, som är kända för att vara väldigt bra på medicin. Hon är dessutom bra på medicin själv. Takani Megumi har blivit såld av sin familj, som inte behövde henne eller inte hade råd att ha henne som liten. Hon såldes till en girig affärsman vid namn Takeda Kanryū (武田 観柳) som tvingar henne att tillverka droger (opium) som han sedan säljer. När Kenshin och Kaoru får reda på detta kommer de snart till slottet där affärsmannen bor, och tar sedan Takani, som de mött förr, med hem. Hon hjälper sedan Kenshin och Kaoru genom att behandla de skadade under uppdragen med olika kurer.

## Fakta
Kategori: Serier, manga
Författare: Nobuhiro Watsuki
Andra mangor av författaren: Buso Renkin, endast översatt till engelska
Utgivningsförlag: Mangamedia, Shonen Jump
Utgivningstakt i Japan Släpptes i Japan för första gången 2 september 1994 sista mangan gjordes 4 november 1999.
Utgivningstakt: Har gått i Shonen Jump sedan sommaren 2005. Där trycks två till tre kapitel i månaden. Just nu har 40 kapitel tryckts. (Jan 2007)
Utgivningstakt i USA: En pocket per månad. (Mars 2004-Juli 2006).
Antal volymer: 28 st är översatta till engelska (komplett). Bonnier Carlsen kommer att ge ut Rurouni Kenshin på pocket, men datum är ej bestämt.
Anime: Ja 95 Avsnitt översatt till en mängd olika språk. Även OVA (Original Video Animation)